# Wylan Cyprien
Wylan Cyprien (Les Abymes, 28 januari 1995) is een in Guadeloupe geboren Frans voetballer die doorgaans als centrale middenvelder speelt. Hij verruilde RC Lens in juli 2016 voor OGC Nice.

## Clubcarrière
Cyprien komt uit de jeugdacademie van RC Lens. Hij debuteerde voor RC Lens in de Ligue 2 tijdens het seizoen 2012/13.

## Clubstatistieken
| Seizoen | Club     | Land      | Competitie | Wed. | Doelp. |
| ------- | -------- | --------- | ---------- | ---- | ------ |
| 2012/13 | RC Lens  | Frankrijk | Ligue 2    | 12   | 0      |
| 2013/14 | RC Lens  | Frankrijk | Ligue 2    | 23   | 1      |
| 2014/15 | RC Lens  | Frankrijk | Ligue 1    | 33   | 2      |
| 2015/16 | RC Lens  | Frankrijk | Ligue 2    | 34   | 7      |
| 2016/17 | OGC Nice | Frankrijk | Ligue 1    | 29   | 8      |
| 2017/18 | OGC Nice | Frankrijk | Ligue 1    | 16   | 2      |
| 2018/19 | OGC Nice | Frankrijk | Ligue 1    | 29   | 4      |
| 2019/20 | OGC Nice | Frankrijk | Ligue 1    | 20   | 7      |
| Totaal  | Totaal   | Totaal    | Totaal     | 196  | 31     |

## Interlandcarrière
Cyprien kwam uit voor diverse Franse nationale jeugdelftallen.
1 Buffon ·
2 Iacoponi ·
3 Dierckx ·
4 Balogh ·
5 Danilo ·
7 Iacoponi ·
8 Brunetta ·
9 Tutino ·
10 Vázquez ·
11 Juric ·
15 Del Prato ·
17 Benedyczak ·
19 Sohm ·
20 Zagaritis ·
21 Schiattarella ·
22 Cobbaut ·
22 Turk ·
23 Camara ·
24 Osorio ·
26 Coulibaly ·
27 Busi ·
28 Mihăilă ·
29 Traoré ·
30 Valenti ·
33 Sepe ·
34 Colombi ·
37 Bonny ·
45 Inglese ·
70 Laraspata ·
72 Laurini ·
77 Correia ·
78 Bernabé ·
85 Sprocrati ·
87 Siligardi ·
90 Rispoli ·
98 Man ·
Coach: Lachini